# Kremasta Sykias
Kremasta Sykias  este un oraș în Grecia în prefectura Aetolia-Acarnania.